# Bučinja vas, Štalenska gora
 Bučinja vas  (nemško Wutschein) je vas v občini Štalenska gora v  okraju Celovec-dežela., na Koroškem, v Avstriji. Kraj spada pod sodni okraj in davčno upravo Celovec.

## Geografska umeščenost v prostor
Bučinja vas se nahaja na osrednjem  predelu širšega geografskega Celovškega polja, na jugovzhodnem robu občine Štalenska gora. Blizu vodi glavna cesta med sosednjo občino Pokrče in Škofjim Dvorom na severu. Nedaleč je vzhodni, levi breg reke Krke ob zgodovinsko pomembnem prehodu preko Krke pri Žiljah, saj je bil na romarski poti iz Podjune v Gospo Sveto.

## Krajevno ime in kosezi
Krajevno ime Bučinja vas (kakor tudi izpeljanka v nemščini »Wutschein«) je slovanskega oziroma slovenskega izvora in pomeni po avtorju Wilhelmu Wadlu nekaj takega kot „vas stražarja“. To se nanaša na vojaške naloge (varovanje cest in mostov), ki so jih prebivalci verjetno opravljali v zgodnjem  srednjem veku. Bučinja vas je bila skupaj z zaselkom Žilje samostojna grajska utrdba (= sodni okraj nižjega sodstva) (nem. Burgfried). V srednjem veku so bili njeni prebivalci  večinoma verjetno kosezi, tj. osebno svobodni obrambni kmetje, ki so imeli svoje sodišče v bližnji vasi Žilje, na kar lahko sklepamo iz nemške oblike krajevnega imena (nem. Schöpfendorf = vas porotnikov).
S tem je Bučinja vas paradni primer t.i. »personalnega načela« v srednjeveškem pravu, ki se usmerja po družbenem stanu in ne po teritoriju – kar pa tudi obrazloži, kako se je lahko ohranil avtonomni družbeni stan kosezov in kako so le-ti ohranili svoje privilegije tudi pod »tujo« oblastjo in to skozi stoletja.

## Koseška zgodovina
Ime Bučinje vasi se prvič pojavi v listini iz leta 1414. V 16. in 17. stoletju se je navadno imenovala po cerkvenem zavetniku svetem Andražu ("pri Žilijvem mostu"). Tako kot v drugih nekdanjih koseških naseljih je bila tudi v Bučinji vasi v zgodnjem novem veku posestna struktura kaotična. 
Štiri posesti so pripadale vikariatu v Vogrčah pri Pliberku (p.d. Sagmeister, Jamnik, Hafner in Groß). Ni jasno, zakaj je imel oddaljeni vikariat Vogrče obsežno posest prav v Bučinji vasi. Domnevamo lahko le, da je v srednjem veku plemiški posestnik ali kosez te nepremičnine morda podaril sorodniku, ki je bil župnik v Vogrčah.
Domačije p.d. Knapp, Stamitz in Taborig so bila v sodobnem času podrejena gospostvu Črni Grad pri Velikovcu. Verjetno so to bile nekdanje koseške hube, ki so spadale pod okrilje tega gospostva. Preostali kmetje so bili podrejeni proštiji ali cerkvi v Tinjah in so bili tja verjetno darovani v poznem srednjem veku.
Ker so bila vsa posestva prvotno del ene enotne koseške posesti in so se ob delitvi dediščine razdelila tudi kmetijska zemljišča, so se stavbe vedno bolj približevale druga drugi. Zato podeželsko središče Bučinje vasi še danes daje vtis velike gneče. 

## Novejša zgodovina
Zunaj tega vaškega jedra se je v sedemdesetih letih prejšnjega stoletja začela živahna poselitvena dejavnost. Zato je Bučinja vas edina vas južno od glavne ceste v dolino Krčice, ki ima precej več prebivalcev kot pred 100 leti. Med letoma 1910 in 2011 se je število prebivalcev povečalo s 83 na 253 (= + 305 %).

## Rimski kip - Isis-Noreia
V središču vasi, na dvorišču hiše p.d. Stanmetz stoji kip sedeče ženske iz rimskega obdobja, ki je večji od človeka. Ni mogoče razjasniti, ali izvira dejstvo, da je brez glave, iz krščanskega srednjega veka ali je novejšega datuma. Vsekakor pa opis katastrske občine Bučinje vasi iz okoli leta 1830 trdi, da so glavo „pred ... leti ugrabili arheološki svobodnjaki“. Ta kip je povezan z eno redkih pristnih ljudskih pripovedi v naši občini.
Spomenik je bil pred nekaj leti obnovljen in opremljen z zaščitno streho. Raziskovalci si glede njegove interpretacije niso povsem enotni. Torzo razlagajo bodisi kot pogrebni kip bodisi kot kip boginje plodnosti Izide-Noreje. V krščanskih časih so poganskemu kipu odrezali ude.
Znanje o prvotnem pomenu spomenika se je izgubilo v obdobju preseljevanja narodov. Kip je bil zato na novo interpretiran v ljudskem izročilu. Paul Leber, ki je leta 1949 raziskoval kip, je to priložnost izkoristil za zapis ljudske pripovedi o zlobni kravji pastirki iz Bučinje vasi. Za pomoč je zaprosil kmeta p.d. Stanmetza, ki mu je rade volje posredoval informacije. 

## Ljudska pripoved kravje pastirke iz Bučinje vasi
Kravja pastirka pri Stanmetzu je bial pravkar zaposlena z molžo. Obtožili so jo kraje mleka. Po drugi različici legende je bila obtožena, da je imela afero s kmetom. Zaradi teh obtožb se je razjezila in zakričala: „Če je to res, se bom spremenila v kamen.“ Z vedrom z mlekom je odhitela iz hleva in se takoj spremenila v kamen. Mlečno vedro se je izgubilo, vendar lahko še danes vidimo jasno vdolbino v naročju kipa pastirke.
Raziskave ponujajo več razlag za to vidno depresijo. Morda je služilo kot žrtvena posoda ali pa so v njem zbirali kri žrtvenih živali. Lahko pa je bila izdelana tudi pozneje in je služila kot možnar za drobljenje žita. 

## Cerkvena ureditev
Bučinja vas pripada dvojezični dekaniji Tinje, ki je bila do leta 1938 slovenska ter je sedaj uradno dvojezična, dandanes je župnija Pokrče, kateri pripada Bučinja vas, uradno še dvojezična. 

## Narečje
Nemščina je prisotna v obliki osrednje-koroškega nemškega narečja.
Zgodovinsko domače slovensko narečje je bila poljanščina Celovškega polja, kot je bilo zapisano v bližnji Svinči vasi v doktorski disertaciji Katje Sturm-Schnabl leta 1973 ter terminološko opredeljeno kot takšno šele v okviru znanstveno raziskovalnega dela Bojana-Ilije Schnabla ob pripravah za Enciklopedije slovenske kulturne zgodovine na Koroškem (2010 oz.  2016). O postopni germanizaciji področja je zapisano pričevanje duhovnika Pavla Zablatnika v Enciklopediji slovenske kulturne zgodovine na Koroškem  za časa njegovega delovanja v sosednji župniji Otmanje med letoma 1971 in 1962. Zapisano je: »V pogovoru z avtorjem o njegovem delu v župniji Otmanje, ki je bila edina župnija v dekaniji Tinje, ki je bila v medvojnem obdobju vodena dvojezično v nemščini in slovenščini (druge so bile slovenske), po vojni pa je bila vodena v nemščini, je poročal, da so se mu starejše ženske v župniji pod varstvom zaupnosti spovedovale v slovenščini. Tudi to je izjemen pokazatelj jezikovno-sociološkega razvoja slovenščine v župniji in v politični občini Štalenska gora.« 

## Ledinska imena
Ledinska imena so bila na osnovi občinske zgodovine  občinski Štalenske gore Wilhelma Wadla znanstveno obdelana za celotno Celovško polje v okviru znanstveno raziskovanega dela Enciklopedije slovenske kulturne zgodovine na Koroškem od Bojana-Ilija Schnabla.  Važen uradni vir predstavlja tudi Franciscejski kataster, ki so objavljeni na spletu dežele Koroške. Zgodovinski fonetski zapisi predstavljajo slovensko narečno obliko, v kolikor so le-to uradniki češkega porekla razumeli. 
V Bučinji vasi so zapisana sledeča ledinska imena:
- Med Bresjam (Med Brezjem)[22]) (sever)
- Pollane (Polane)[23]) (vzhod)
- Pischonitz (Pišonic)[24]) (jugo-vzhod)
- U Brezenzi (V Brezenci)[25]) (jug)
- pod Kuschenjo (Pod Kukenjo (?))[26]) (jugo-zahod)
- Kukenja[27]) (zahod)
- Kolwerch (> Kohlwerk (nem.))[28]) (severo-zahod).[29]

## Hišna imena
Wadl navaja sledeča hišna imena:
- p.d. Grôs (> nem. Groß);
- p.d. Hafner (> nem. Hafner);
- p.d. Jamnik (> nem. Jamnig);
- p.d. Knap (> nem. Knapp);
- p.d. Sagmeister (> nem. Sagmeister);
- p.d. Stamic (> nem. Stamitz/Stanmetz);
- p.d. Taborik (> nem. Taborig). [30]

## Slovensko kulturno življenje
Začetek 20. stoletja je bila Bučinja vas zajeta v kulturno življenje Slovenskega prosvetnega društva »Edinost Št. Tomaž«, ki je bilo ustanovljeno leta 1910 ter »Hranilnice in posojilnice Št. Tomaž«, ki je bila ustanovljena leta 1912/13 v Šenttomaža pri Celovcu. 
Kraj šteje 240 prebivalcev na dan 01.01.2017 in sodi med tiste, kjer manjšinski Koroški Slovenci predstavljajo do 5 % prebivalstva. 

## Združenja
- Vaška skupnost Bučinja vas

## Zgradbe
- Podružnična cerkev sveti Andrej, Bučinja vas